# Cerionesta aurantia
Cerionesta aurantia är en spindelart som beskrevs av Cândido Firmino de Mello-Leitão 1940. Cerionesta aurantia ingår i släktet Cerionesta och familjen hoppspindlar. Inga underarter finns listade i Catalogue of Life.